# ピアース郡 (ノースダコタ州)
ピアース郡（英: Pierce County）は、アメリカ合衆国ノースダコタ州の中央部北に位置する郡である。2010年国勢調査での人口は4,357人であり、2000年の4,675人から6.8％減少した。郡庁所在地はラグビー市（人口2,876人）であり、同郡で人口最大の自治体でもある。
北アメリカ大陸の地理中心がバルタ市の西約6マイル (10 km) にある。ラグビー市のアメリカ国道2号線とノースダコタ州道3号線交差点には、そのことを示す道標が立っている。

## 歴史
ピアース郡は1887年にダコタ準州議会が創設し、郡名は1884年から1886年までダコタ準州知事、1889年から1891年まで州選出アメリカ合衆国上院議員を務めたギルバート・アシュビル・ピアースに因んで名付けられた。郡政府は1889年4月6日に初めて組織化され、郡庁所在地はその時以来一貫してラグビーにある。

## 地理
アメリカ合衆国国勢調査局に拠れば、郡域全面積は1,082平方マイル (2,803 km2)であり、このうち陸地は1,018平方マイル (2,636 km2)、水域は64平方マイル (167 km2)で水域率は5.95％である。

### 主要高規格道路
- アメリカ国道2号線
- アメリカ国道52号線
- ノースダコタ州道3号線
- ノースダコタ州道60号線
- ノースダコタ州道17号線
- ノースダコタ州道19号線

### 隣接する郡
- ロレット郡 - 北
- タウナー郡 - 北東
- ベンソン郡 - 東
- ウェルズ郡 - 南東
- シェリダン郡 - 南西
- マクヘンリー郡 - 西
- ボッティンオー郡 - 北西

### 国立保護地域
- バッファロー湖国立野生生物保護区

## 人口動態
以下は2000年の国勢調査による人口統計データである。
| 基礎データ - 人口: 4,675人 - 世帯数: 1,964 世帯 - 家族数: 1,276 家族 - 人口密度: 2人/km2（5人/mi2） - 住居数: 2,269軒 - 住居密度: 1軒/km2（2軒/mi2） 人種別人口構成 - 白人: 98.50% - アフリカン・アメリカン: 0.11% - ネイティブ・アメリカン: 0.68% - アジア人: 0.26% - その他の人種: 0.04% - 混血: 0.41% - ヒスパニック・ラテン系: 0.60% 先祖による構成 - ドイツ系：47.7％ - ノルウェー系：32.7％ 年齢別人口構成 - 18歳未満: 23.9% - 18-24歳: 5.5% - 25-44歳: 23.93% - 45-64歳: 22.7% - 65歳以上: 24.1% - 年齢の中央値:43歳 - 性比（女性100人あたり男性の人口） - 総人口: 96.6 - 18歳以上: 92.5 | 世帯と家族（対世帯数） - 18歳未満の子供がいる: 28.2% - 結婚・同居している夫婦: 56.4% - 未婚・離婚・死別女性が世帯主: 6.3% - 非家族世帯: 35.0% - 単身世帯: 32.0% - 65歳以上の老人1人暮らし: 17.1% - 平均構成人数 - 世帯: 2.31人 - 家族: 2.94人 収入と家計 - 収入の中央値 - 世帯: 26,524米ドル - 家族: 34,412米ドル - 性別 - 男性: 25,037米ドル - 女性: 16,946米ドル - 人口1人あたり収入: 14,055米ドル - 貧困線以下 - 対人口: 12.5% - 対家族数: 9.3% - 18歳未満: 12.4% - 65歳以上: 17.0% |

## 都市と町

### 都市
- バルタ
- ラグビー - 郡庁所在地
- ウルフォード

注: ノースダコタ州の法人化された自治体は、その大きさに拠らず全て「市」になる

### 郡区
| - アレクサンダー - アンテロープレイク - バルタ - エリング - エルベラム | - ヘイゲル - ジェファーソン - マイアー - ネス - リノバレー | - ラッシュレイク - トーガーソン - トルーマン - タスカローラ - ホワイト |